# Un flic rebelle
Pour plus de détails, voir Fiche technique et Distribution.
Un flic rebelle (Poliziotto solitudine e rabbia) est un poliziottesco italo-allemand réalisé par Stelvio Massi, sorti en 1980.
En France ce film a fait l'objet d'une exploitation directe en vidéo en 1986.

## Synopsis
Par amitié, un ex-officier de police, Rossi, accepte de se rendre à Venise pour jouer les gardes du corps auprès d’un industriel allemand. Mais ce dernier est la cible d’une organisation criminelle qui n’en est pas à son premier meurtre. À la suite d'une fusillade, l'ami qui l'avait sollicité est mortellement blessé. Déterminé à le venger, Rossi doit gagner Berlin pour une ultime mission d'infiltration et de démantèlement.

## Fiche technique
Sauf indication contraire, les informations mentionnées dans cette section peuvent être confirmées par la base de données cinématographiques IMDb,  présente dans la section « Liens externes ».
- Titre original : Poliziotto solitudine e rabbia (litt. Un policier solitaire et enragé)
- Titre allemand : Der Mann, der Venedig hieß
- Titre français : Un flic rebelle[1],[2]
- Réalisation : Stelvio Massi
- Scénario : Boshi Huber, Artur Brauner, Maximum De Rita et Stelvio Massi.
- Directeur de la photo : Pier Luigi Saints
- Musique : Stelvio Cipriani
- Réglage des cascades :  Riccardo Petrazzi
- Pays d'origine :  Italie /  Allemagne de l'Ouest
- Langue de tournage : italien
- Genre : Poliziottesco
- Durée : 87 minutes
- Date de sortie : 
  - Italie : 22 août 1980
  - France : 23 avril 1986[1]

## Distribution
- Maurizio Merli (VF : Pierre Laurent) : Nick Rossi
- Jutta Speidel : Vivien
- Arthur Brauss : Klaus Beitz
- Francisco Rabal : Tony
- Reinhard Kolldehoff : Hermann Stoll